# Молочай городній
Молочай городній (Euphorbia peplus L.) — вид квіткових рослин родини молочайні (Euphorbiaceae).

## Опис
Однорічна трав'яниста світло-зелена рослина з прямостоячим стеблом, зі стрижневим коренем, іноді сланка, довжиною до 25 см, зазвичай гілляста і гола. Листя зелене, ціле, як правило, яйцевиде, має тупий верхній кінець. Зазвичай ці листки досягають розмірів до 30×15 мм і мають черешок до 10 мм. Плід являє собою капсулу або злегка еліптичну кулю від 1,2 до 3 мм в довжину. Капсули мають крилаті килі. Насіння від білого або сірого кольору, має більш-менш округлі ями, воно злегка яйцеподібне з шестигранним перетином від 1 до 1,7 мм. Квітне від липня до осені.

## Поширення
Північна Африка: Ефіопія; Алжир; Єгипет; Лівія; Марокко; Туніс. Кавказ: Азербайджан; Грузія. Азія: Кувейт; Оман; Катар; Саудівська Аравія; Ємен; Китай; Тайвань; Кіпр; Єгипет — Синай; Іран; Ірак; Ізраїль; Йорданія; Ліван; Сирія; Туреччина; Індія; Пакистан. Європа: Білорусь; Естонія; Латвія; Литва; Росія — європейська частина; Україна; Австрія; Бельгія; Чехословаччина; Німеччина; Нідерланди; Польща; Швейцарія; Данія; Фінляндія; Ірландія; Норвегія; Швеція; Об'єднане Королівство; Албанія; Болгарія; Колишньої Югославії; Греція; Італія; Румунія; Франція; Португалія [вкл. Мадейра]; Гібралтар; Іспанія [вкл. Канарські острови]. Натуралізований: в інших місцях. Росте в садах, на полях і смітниках. Найкраще росте на від вологих до помірно сухих, багатих поживними речовинами суглинистих ґрунтах.

## Галерея

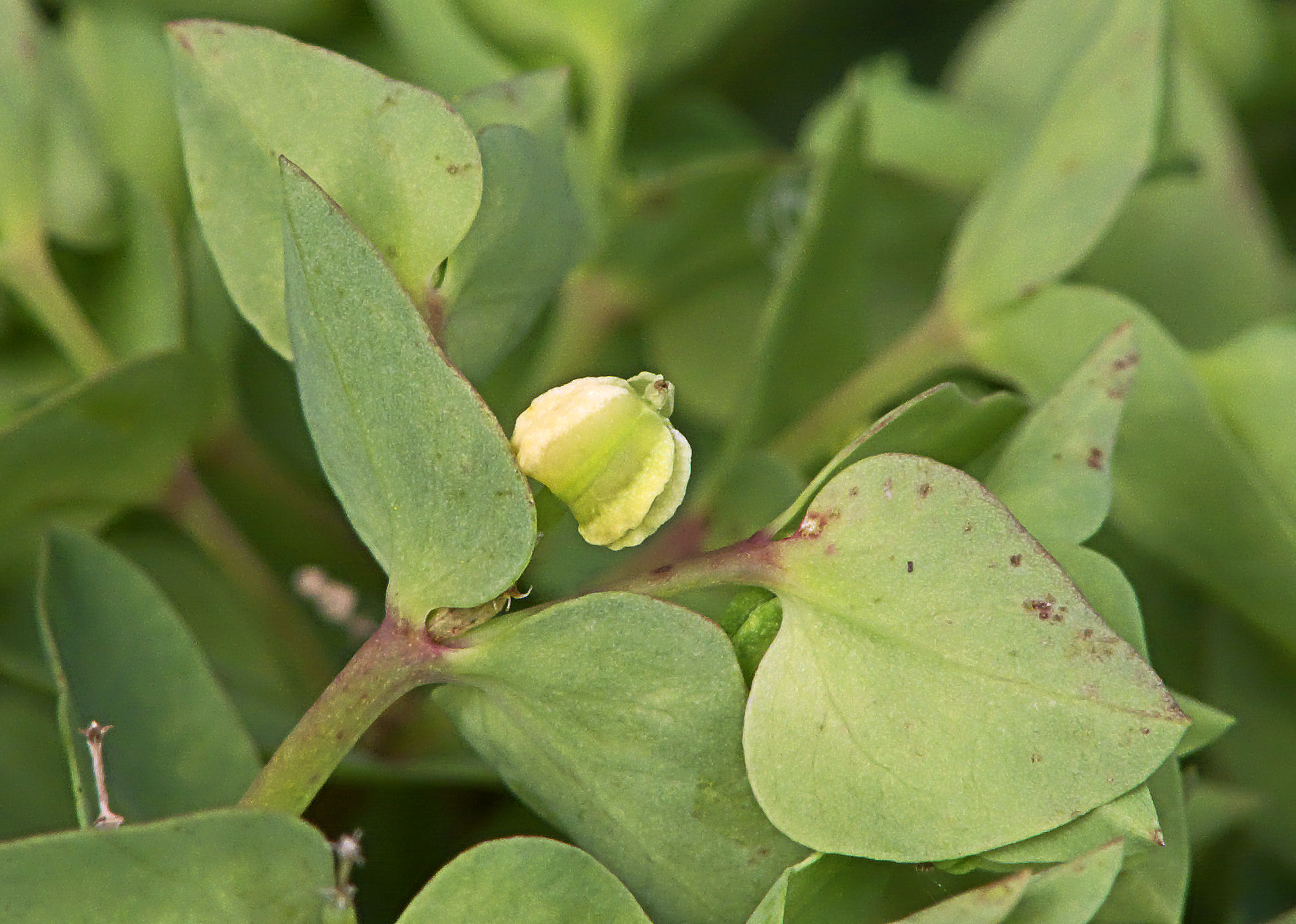
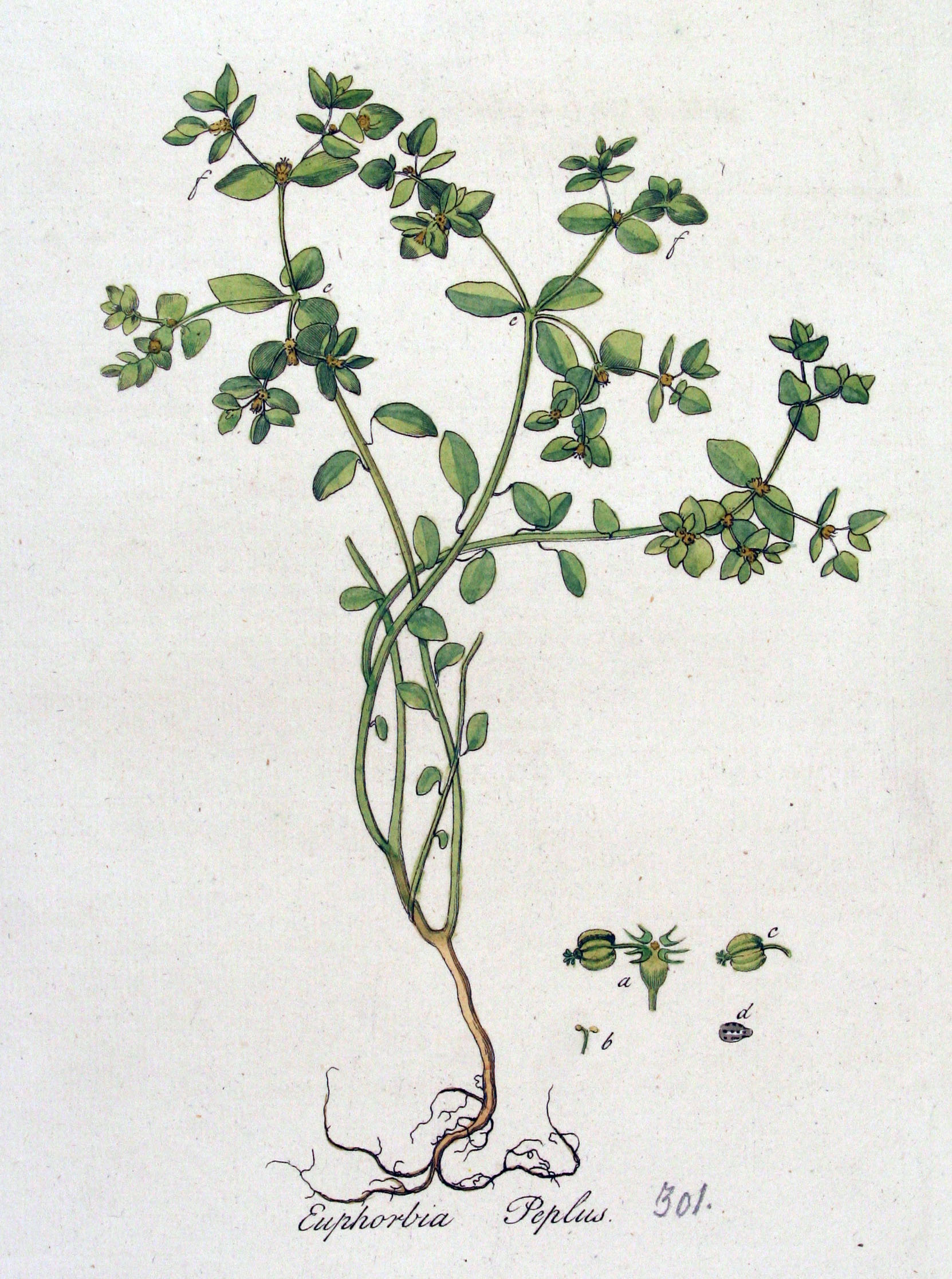
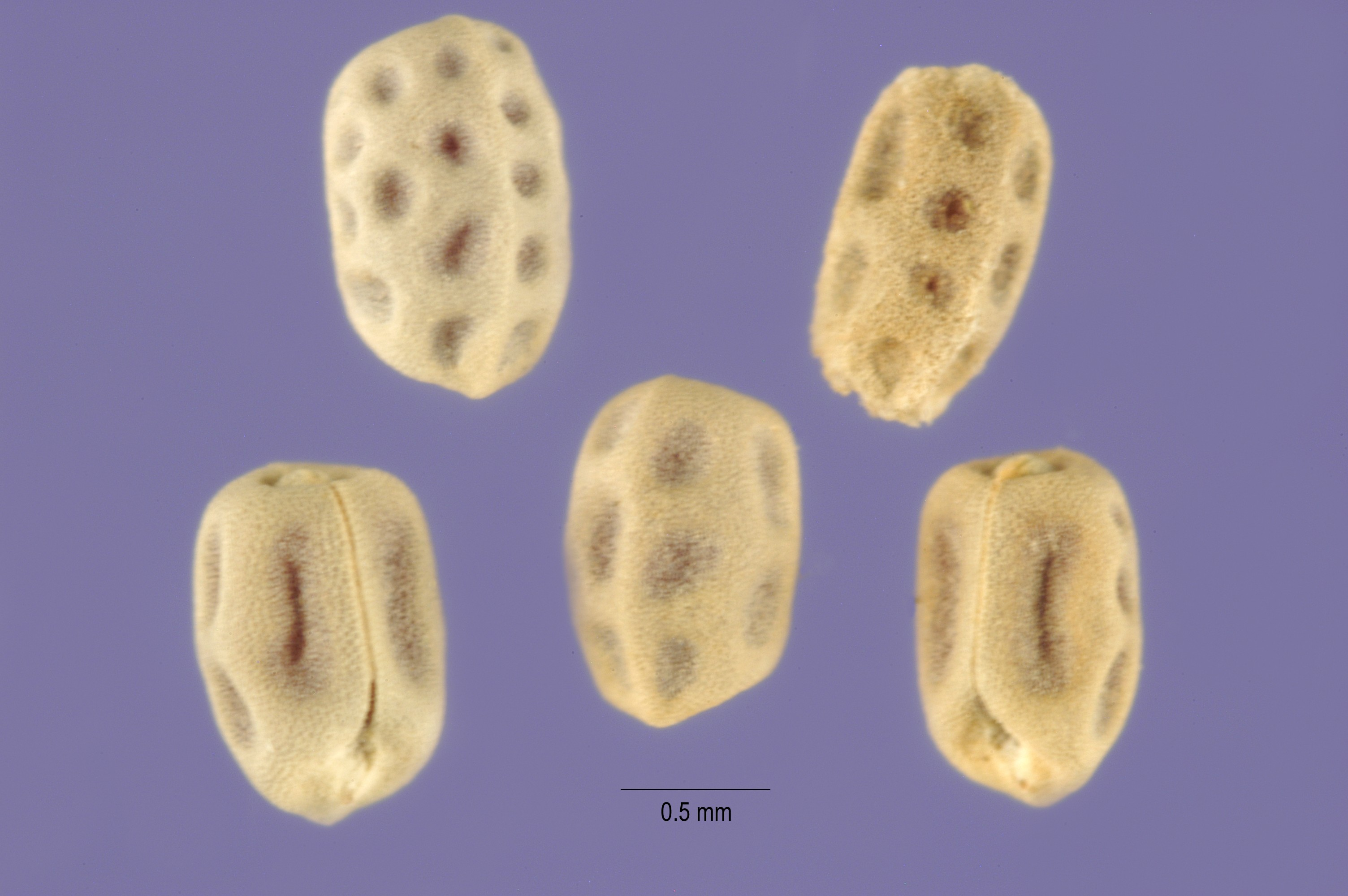